# Doug Moench
Doug Moench (ur.  23 lutego 1948 w Chicago) – amerykański scenarzysta komiksowy znany z serii o Batmanie, a także jako twórca postaci Moon Knight, Deathlok, Black Mask, Harvey Bullock Electric Warrior i Six from Sirius. Jest również znany z prowadzonej przez osiem lat serii komiksowej Master of Kung Fu.

## Życiorys
Pierwszym opublikowanym dziełem Douga Moencha był My Dog Sandy, pasek komiksowy drukowany w gazetce jego szkoły podstawowej. Swoją profesjonalną karierę pisarską rozpoczął od scenariuszy do Eerie (numer 29) i Vampirella (numer 7) z 1970 oraz artykułów dla „Chicago Sun-Times”.
Był długoletnim współpracownikiem rysownika komiksowego Paula Gulacy'ego. A ich najbardziej znanym wspólnym projektem jest Master of Kung Fu, nad którą pracowali razem od 1974 do 1977. W 2010 Comics Bulletin umieścił pracę Moencha i Gulacy'ego nad Master of Kung-Fu na szóstym miejscu na liście „10 najlepszych cudów lat 70.”. Poza tym duet współpracował przy takich seriach jak Six from Sirius, Slash Maraud czy S.C.I. Spy.
Pod koniec sierpnia 1982 Doug Moench opuścił wydawnictwo Marvel Comics z powodu nieporozumień z ówczesnym redaktorem naczelnym Jimem Shooterem. Już w następnym roku został zatrudniony przez DC Comics i od 1983 do 1986 tworzył Batmana i Detective Comics. Współtworzył nowych złoczyńców, w tym Nightslayera w numerze 529 Detective Comics (sierpień 1983), Black Mask wnumerze 386 Batmana (sierpień 1985) i Film Freaka w numerze 395 Batmana (maj 1986). Razem z rysownikiem Donem Newtonem wyprodukowali historię, w której postać Jasona Todda zastępuje Dicka Graysona jako Robin w numerze 368 Batmana (luty 1984). Od 1992 do 1998 Doug Moench był jednym ze scenarzystów serii Batman: Knightfall, a także napisał numer 500 Batmana, w którym postać Azraela zastąpiła Bruce'a Wayne'a jako Batmana.